# Andrzej Babiński (dziennikarz)
Andrzej Babiński (ur. 10 czerwca 1934 we Lwowie, zm. 16 stycznia 2015 w Szczecinie) – polski dziennikarz, marynista.

## Życiorys
W 1947 wraz z rodzicami przyjechał do Szczecina. Ojciec Leon Babiński był pierwszym rektorem Akademii Handlowej w mieście.
W 1957 podjął pracę w rozgłośni Polskiego Radia w Szczecinie, a w późniejszych latach współpracował z Głosem Pracy i Trybuną Ludu. W latach 1969–2000 pracował w Głosie Szczecińskim. Pochowany został na cmentarzu Centralnym w Szczecinie kwatera 24 A.

## Nagrody i wyróżnienia
- Krzyż Kawalerski Orderu Odrodzenia Polski
- Złoty Krzyż Zasługi
- Srebrny Krzyż Zasługi
- 1972 i 1984 – I Nagroda Klubu Publicystów Morskich
- 1991 – Publicysta Roku według Stowarzyszenia Dziennikarzy Rzeczypospolitej Polskiej w Szczecinie
- Złota Odznaka Honorowa Gryfa Pomorskiego